# Le Déjeuner sur l'herbe (film)
Pour les articles homonymes, voir Le Déjeuner sur l'herbe (homonymie).
Pour plus de détails, voir Fiche technique et Distribution.
Le Déjeuner sur l'herbe  est un film français réalisé par Jean Renoir, sorti en 1959.
Le film suit le professeur Étienne Alexis qui est un fringant biologiste, apôtre de la fécondation artificielle grâce à laquelle il veut améliorer la race humaine. Un projet de mariage arrangé avec une responsable allemande de mouvements de jeunesse doit  propulser sa candidature à la présidence de l'Europe. Seulement, au cours d’un pique-nique en pleine nature, il fait la connaissance de Nénette, une fille de la campagne, qui se met à sa disposition comme sujet d'expériences puisque, justement, elle n'est pas tellement portée sur les hommes. Le paysage idyllique et le charme naturel de la jeune paysanne, font oublier à Étienne son projet et le ramènent à la méthode naturelle.

## Synopsis

### Prologue
À la télévision on discute du dernier sujet à la mode : l'application aux êtres humains de la fécondation artificielle, qui compte parmi ses partisans enthousiastes le professeur Étienne Alexis, un éminent biologiste, par ailleurs candidat à la présidence des États-Unis d'Europe.
On retransmet ensuite un entretien avec le professeur dans son cabinet de travail, et à cette occasion il annonce, entre autres choses, ses fiançailles avec sa cousine, la comtesse Marie-Charlotte, chef des Guides d'Europe. Le journaliste se connecte en direct avec cette femme, impliquée dans un rallye à travers la campagne.
Pour célébrer les fiançailles, on organise en Provence un pique-nique sur l'herbe, auquel participent avec leurs épouses, les cousins de Charlotte, Laurent et Rudolf, propriétaires avec elle d'une entreprise pharmaceutique, laquelle s'intéresse vivement à ce projet de fécondation artificielle.
À la fin de l'émission, entre techniciens et ouvriers d'une usine, on discute de la question. Ils iront camper pendant le week-end sur les bords de la rivière, non loin du lieu choisi par le professeur pour le pique-nique : ils auront ainsi la possibilité de rencontrer Alexis en personne et de discuter directement avec lui de sa théorie.

### Début de l'idylle
Dans une petite ferme provençale typique, tapie entre oliviers et vignes, vivent des paysans: le maître de maison, Nino, la fille aînée, Titine, avec son mari, Ritou, et leurs quatre enfants, ainsi que la plus jeune fille, Nénette.
Déçue par un chagrin d'amour, Nénette voudrait avoir un enfant, mais sans les complications du mariage. En lisant sur le journal la théorie du professeur Alexis, elle pense que c'est là la solution de son problème et elle décide de se proposer comme volontaire. Quittant sa ferme isolée, elle va en bus à la ville. Le hasard veut qu'elle arrive à l'université au moment où l'on fait les préparatifs pour le pique-nique organisé par Alexis et on l'engage comme bonne à tout faire.
Pendant le pique-nique, le berger Gaspard, accompagné de Cabri, son énigmatique bélier aux cornes pointues, joue de la flûte dans les ruines d'un temple remontant à la plus haute antiquité et dédié à la déesse Diane. Un vent violent vient déranger les participants, s'amuse à disperser la nourriture et arrête la collation ; sans la moindre pudeur, il soulève les jupes des dames et force les invités à se disperser, les uns ici, les autres là. L'excursion, qui se voulait calme et mondaine, se transforme paradoxalement en une sarabande comique. Chacun se trouve libéré des liens du contrôle social et s'abandonne à ses instincts primitifs.

### Conclusion
Nénette se retrouve seule avec le professeur. Il fait très chaud et de façon toute naturelle elle décide de prendre un bain. Elle se déshabille et plonge dans l'eau claire du cours d'eau. Maladroit et timide, mais curieux, le professeur entrevoit ses formes à travers les branches d'un buisson. Troublé par son éclatante beauté, il se sent irrésistiblement attiré. La jeune fille le suit spontanément et ils connaissent ensemble des heures de bonheur.
Oubliant tous ses autres engagements, Alexis accepte l'hospitalité de la jeune fille auprès de sa famille et reste quelques jours à la ferme. Mais les cousins de sa fiancée le cherchent sans relâche et finissent par le trouver. Ils l'obligent malgré lui à revenir jouer le rôle qui est le sien et qui est indispensable au progrès scientifique. Nénette le laisse partir.
Quelques mois plus tard, à la veille de son mariage et de sa proclamation comme président, Alexis apprend que Nénette attend un enfant de lui. Dans une décision soudaine et déconcertante, il bouleverse tous ses projets et rompt définitivement sa relation avec la frigide et autoritaire Marie-Charlotte. Sur l'estrade, où on l'attend pour l'acclamer, il présente à tous Nénette comme sa future épouse.

## Fiche technique
- Réalisation : Jean Renoir
- Collaboration artistique : Jean Serge
- Collaboration technique : Yves-André Hubert
- Scénario et dialogues : Jean Renoir
- Directeur de la photographie : Georges Leclerc
- Cadreurs : René Ribault, Jean-Louis Picavet, Andréas Winding et Pierre Guéguen
- Musique originale : Joseph Kosma (éditions: Enoch et éditions Fortin)
- Décors : Marcel-Louis Dieulot
- Costumes : Monique Dunan
- Son : Joseph de Bretagne
- Montage : Renée Lichtig
- Maquillage : Yvonne Fortuna
- Photographe de plateau : Philippe Rivier
- Assistants-réalisateur : Maurice Beuchey, Francis Morane, Jean-Pierre Spiero, Hedy Naka, Jean de Nesles, Marc Simenon
- Script-girl : Andrée Gauthey et Marinette Pasquet
- Régisseur : Maurice Beuchey
- Tournage : studios Francœur du 06 au 30 juillet 1959. Extérieurs aux Collettes, aux environs de Cagnes-sur-Mer, et à La Gaude
- Production : Compagnie Jean Renoir
- Chef de production : Jean Renoir
- Directrice de production : Ginette Doynel-Courtois
- Distribution : Consortium Pathé
- Tirage dans les laboratoires Franay L.T.C Saint-Cloud
- Effets spéciaux : LAX
- Système sonore Western Electric - Société Magnaphone
- Pellicule 35 mm, couleur par Eastmancolor
- Genre : comédie romantique
- Durée : 93 minutes
- Sortie : 11 novembre 1959, Paris
- Visa d'exploitation : 22.360

## Distribution
- Paul Meurisse  : Étienne Alexis, célèbre biologiste
- Catherine Rouvel : Antoinette dite « Nénette »
- Fernand Sardou : Nino, le père de Nénette
- Jean-Pierre Granval : Ritou, le frère de Nénette
- Jacqueline Morane : Titine, la belle-soeur de Nénette
- Charles Blavette : Gaspard, le berger
- André Brunot : le curé
- Jean Claudio : Rousseau, le secrétaire du biologiste
- Hélène Duc : Isabelle, la secrétaire du biologiste
- Ingrid Nordine : la comtesse Marie-Charlotte
- Jacques Dannoville : M. Poignant
- Marguerite Cassan : Mme Odile Poignant
- Paulette Dubost : Mlle Forestier
- Jacqueline Fontell : Mlle Michelet
- Robert Chandeau : le cousin Laurent
- Frédéric O'Brady : le cousin Rudolf
- Micheline Gary : Madeleine, l'épouse de Laurent
- Ghislaine Dumont : Magda
- Michel Herbault : Moutet
- Régine Blaess : Claire, la femme de chambre
- Raymond Jourdan : Eustache, le majordome
- Pierre Leproux : Bailly
- Francis Miège : Barthélemy
- M. You : Chapuis
- Jacqueline Huet : elle-même (la speakerine)
- Claude Joubert : lui-même
- Michel Péricard : lui-même
- Claude-Henri Salerne : lui-même
- Thierry Roland : lui-même (commentateur catch)
- Dupraz[Lequel ?] : lui-même (le journaliste)